# Althellinger Grund und Kreckaue
Das Naturschutzgebiet Althellinger Grund und Kreckaue liegt im thüringischen Landkreis Hildburghausen. Es erstreckt sich südlich von Lindenau, einem Ortsteil der Stadt Heldburg, entlang der südlich fließenden Helling und entlang der südlich verlaufenden Landesgrenze zu Bayern. Südlich – nördlich von Merlach, einem Ortsteil der Stadt Seßlach im Landkreis Coburg – schließt sich direkt das 83,81 ha große Naturschutzgebiet Althellinger Grund an.

## Bedeutung
Das 66,8 ha große Gebiet mit der Kennung 269 wurde im Jahr 2000 unter Naturschutz gestellt.